# Vettius Aquilinus
 (juin 2016).
 (juin 2016).
Vettius Aquilinus (fl. 286) était un homme politique de l'Empire romain.
Il est consul en 286.